# Toro (Weinbaugebiet)

Lage der Weinregion Toro in Kastilien-León

Toro ist eine Weinbauregion im Umkreis der spanischen Stadt Toro in der Region Kastilien-León. 

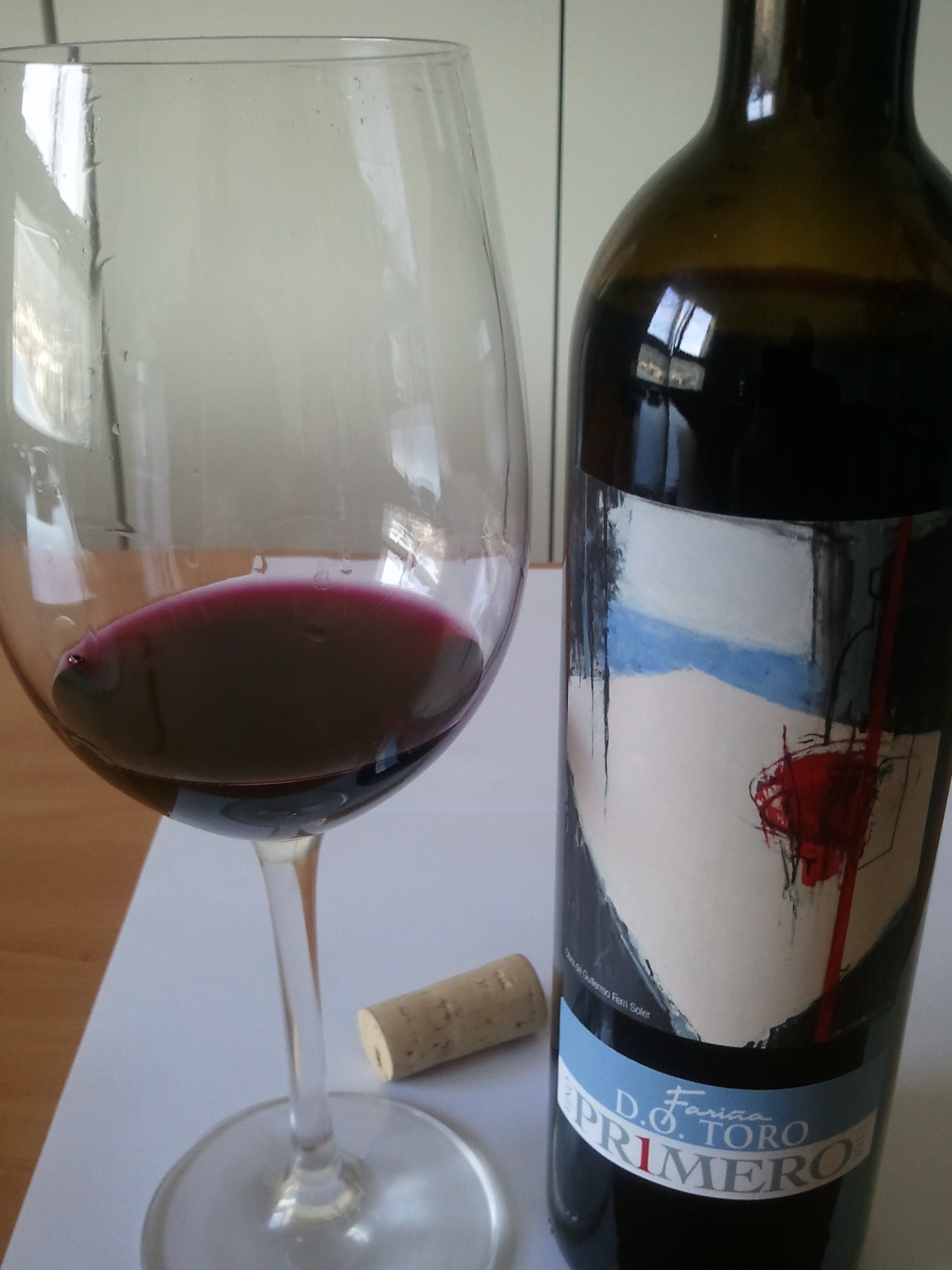
Toro primero Wein

Das am Fluss Duero an der Grenze der Provinzen Zamora und Valladolid gelegene Gebiet hat eine lange Weinbautradition mit fast schwarzen und sehr alkoholhaltigen Weinen, die aber mangels Kellertechnik häufig fehlerbehaftet waren. Wo noch Ende des 19. Jahrhunderts zirka 35.000 Hektar Rebfläche standen, blieben 1996 noch 750 Hektar übrig. Einzig der Winzer Manolo Fariña erzeugte bereits seit den 1980er Jahren einen neuen Stil von Toro-Weinen. Er erntete die Reben deutlich früher und arbeitete mit kühlbaren Stahltanks. Außerdem lagerte der Wein in neuen Holzfässern aus Eiche. Die Qualität überzeugte und das Gebiet Toro erhielt 1986 als Anerkennung den Status einer D.O. (Denomiacion de origen). Dadurch wurden renommierte Weingüter aus anderen Regionen auf das Gebiet aufmerksam und erkannten das enorme Potential. Ausgelöst wurde ein regelrechter Toro-Boom mit vielen Neugründungen und Investitionen. Mittlerweile haben etliche Weine aus dem Toro ein internationales Niveau und die Rebfläche beträgt wieder 4400 Hektar. Der Qualitätssprung der letzten Jahre ist mit dem des Gebiets Priorat durchaus vergleichbar, die Preispolitik jedoch noch durchaus moderat.
Auf kalkhaltigem Boden am Nordufer des Duero wachsen in einem ausgesprochenen Binnenklima mit langen, heißen Sommern bei niedrigen Erträgen Rotweine aus der Rebsorte Tempranillo. Hier wird eine Spielart dieser Rebe, die Tinta de Toro eingesetzt. Begünstigt wird der Anbau der Reben durch die Höhe der Lagen, die sich im Mittel zwischen 600 und 800 msnm befinden. Dadurch sind die Nächte auch während der Reifezeit der Reben angenehm kühl. Dies ist eine der Grundvoraussetzungen für den Anbau von Qualitätsweinen. Ein herausragender Wein dieser Region ist beispielsweise der mit der Maximalzahl von 100 Parker-Punkten bewertete Termanthia 2004 des Weinguts Numanthia Termes.